# レーオポルト・ツンツ

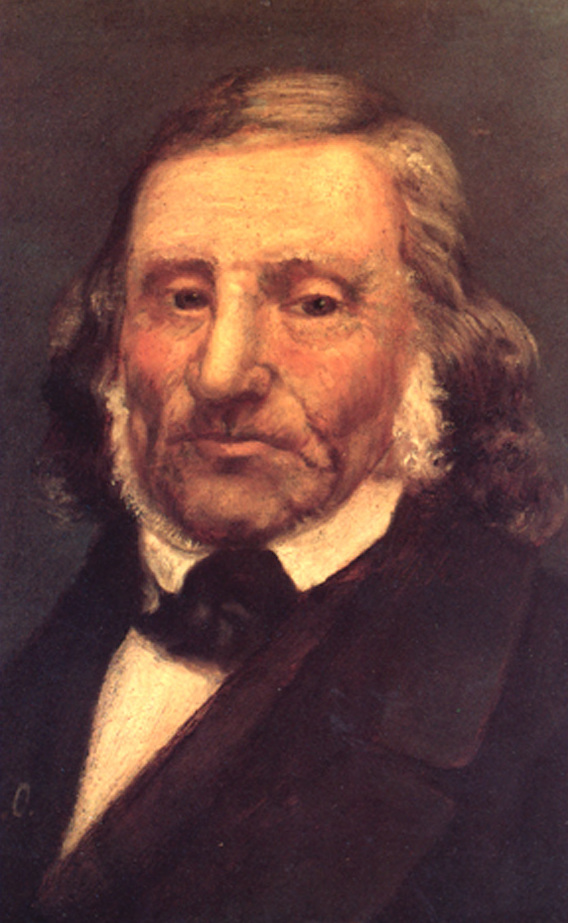
レーオポルト・ツンツ

レーオポルト・ツンツ（Leopold Zunz, 1794年8月10日 - 1886年3月17日）はドイツのユダヤ教徒の学者。近代的なユダヤ学の建設者である。
1839年～1850年、ベルリンのユダヤ人教員養成所所長。
1822年～1823年、「ユダヤ教科学研究」"Zeitschrift für die Wissenschaft des Judentums"誌の編集者をつとめる。
また、ドイツ語の純粋性の保持を主張した。

## 著作
- Die Namen der Juden（1837年）
- Literaturgeschichte der synagogischen Poesie（1865年）
- Deutsche Briefe（1872年）